# Badmintonmeisterschaft von Hongkong 1982
Die Badmintonmeisterschaft von Hongkong des Jahres 1982 wurde im April 1982 ausgetragen. 1500 Zuschauer sahen die Finalspiele am 11. April 1982. Amy Chan gewann alle drei möglichen Titel bei den Damen.

## Medaillengewinner
| Disziplin    | Gold                          | Silber                      | Bronze                     |
| ------------ | ----------------------------- | --------------------------- | -------------------------- |
| Herreneinzel | Sze Yu                        | Wong Man Hing               | Pang Ming Chi              |
| Dameneinzel  | Amy Chan                      | Wong Har Ping               | Tong Chun Mui              |
| Herrendoppel | Wong Man Hing Sit Chung Leung | Fung Ying Wa Fong Lap Chuen | Chester Chan Lam Keung Wa  |
| Damendoppel  | Amy Chan Wong Har Ping        | Tong Chun Mui Yeung Wei Lin | Diana Mui Lina Collaco     |
| Mixed        | Wong Man Hing Amy Chan        | Selwyn Kwok Wong Har Ping   | Lam Keung Wa Tong Chun Mui |